# Халабуда Олексій Анатолійович
Олексі́й Анато́лійович Халабу́да — полковник Збройних сил України, начальник штабу Сил безпілотних систем ЗСУ.

## Життєпис
Народився 13 вересня 
Випускник Академії сухопутних військ імені гетьмана Петра Сагайдачного 2010 року, спеціалізація — управління діями підрозділів механізованих військ.
У 2022 році під час оборони служив начальником штабу 72-ї бригади імені Чорних Запорожців.
Служив командиром 28-ї механізованої бригади імені Лицарів Зимового Походу.
23 жовтня 2024 призначений на посаду начальника штабу Сил безпілотних систем ЗСУ.

## Нагороди
За особисту мужність і героїзм, виявлені у захисті державного суверенітету та територіальної цілісності України, вірність військовій присязі під час російсько-української війни нагороджений
- орденом Богдана Хмельницького III ступеня (27.5.2015).